# Hybotettix
Hybotettix is een geslacht van rechtvleugeligen uit de familie doornsprinkhanen (Tetrigidae). De wetenschappelijke naam van dit geslacht is voor het eerst geldig gepubliceerd in 1900 door Hancock.

## Soorten
Het geslacht Hybotettix omvat de volgende soorten:
- Hybotettix camelus Devriese, 1991
- Hybotettix humeralis Hancock, 1900